# Венди

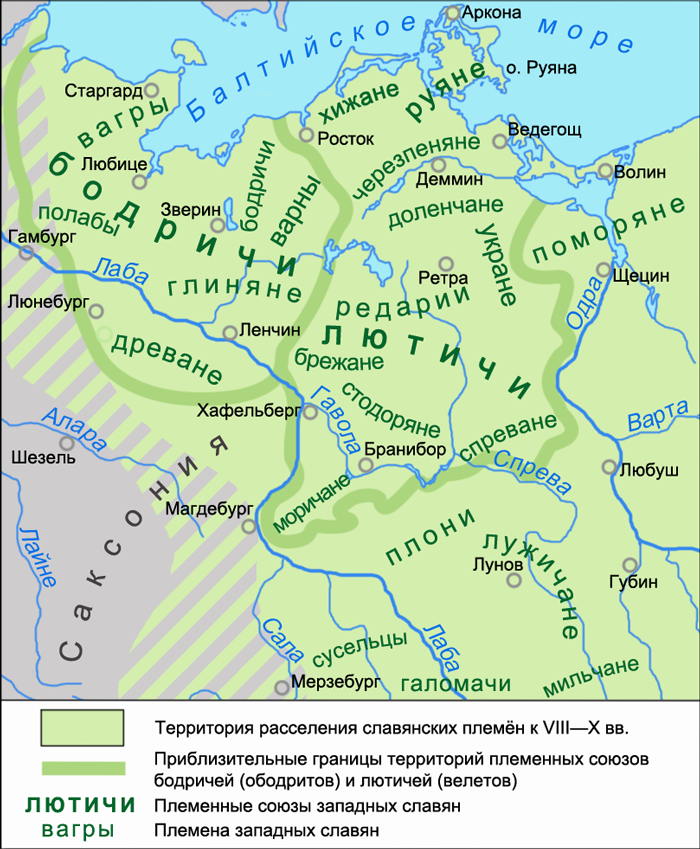
Територія розселення в VIII—X ст. племен вендів

Венди (нім. Wenden) також вінди — середньовічна німецька збірна назва всіх сусідніх німцям слов'ян.
До теперішнього часу назва закріпилась за полабськими слов'янами і у вужчому значенні — за лужицькими сербами і кашубами. Історично полабські слов'яни утворювали три племінних союзи: лужичани (сорби) на півдні, лютичі (вільці, веліти) в центральних областях і бодричі (ободрити, укри, ререги) на північному заході.

## Історія
У хроніках Фредегара слов'янське населення держави Само, що відокремився в 623 році від аварського каганату, названо вендами. У 630 році венди напали на франкських купців, що проїжджали через їх територію, що викликало каральний рейд Дагоберта I. У відповідь венди спустошили Тюрингію.
Спробу завоювання вендських племен, а саме сорбів (лужицьких сербів), зробив Карл Великий, але відправлене ним військо було знищено саксами. Таким чином було покладено початок натиску німецьких феодалів на західних слов'ян, відоме як Дранг нах Остен — «Натиск на схід». У IX столітті частина земель вендів на нетривалий час увійшла до складу Великої Моравії.
Сутички вендів з німецькими племенами відбувались поки імператор Генріх I не почала масштабний наступ на вендські слов'янські племена, перетворивши їх у своїх ленників. Проте, підкорені німцями венди продовжували опір і неодноразово підіймали повстання — деякі, як в 983 році, мали тимчасовий успіх, але більшість придушувалися завойовниками.
З 1040-х років приблизно до 1129 року існувала ранньофеодальна Вендська держава на чолі з королем вендів, що об'єднувала племінні союзи ободритів, лютичів, частини поморян, що об'єднались для відбиття агресії саксів і данців. У 1050-х роках його князь Готшалк активно проводив завойовницьку політику на сусідніх землях слов'ян.
1147 року німецькі (саксонські) й данські хрестоносці організували хрестовий похід проти вендів, що мешкали в межиріччі Ельби, Траве і Оди.
Поступово всі західнослов'янські вендські племена були завойовані й асимільовані німцями й данцями.